# Nikolaus Hallauer

Nikolaus Hallauer (Altersbildnis)

Nikolaus Hallauer (* 8. Dezember 1803 in St. Wendel; † 14. November 1887 in Metz) war ein deutscher Jurist. Als Mitglied des Deutschen Preß- und Vaterlandsverein setzte er sich für den Erhalt der Presse- und Meinungsfreiheit in Deutschland ein und war Redner des Hambacher Festes von 1832.

## Leben und Wirken
Nikolaus Hallauer wurde am 8. Dezember 1803 in St. Wendel geboren. Die erste Unterweisung auf dem Gebiete der Wissenschaften erhielt er in seinem Heimatort bei Lehrer Johannes Schué, mit dem und Pfarrer Karl Wilhelm Juch gemeinsam er als später zu den führenden politischen Köpfen des St. Wendeler Aufruhrs von 1831/32 im sachsen-coburgischen Fürstentum Lichtenberg zählte.
Von Mai 1824 bis September 1826 studierte er Rechtswissenschaften an der Friedrich-Wilhelms-Universität in Bonn. Ab 1827 war er Advokat am Herzoglichen Landgerichte des Fürstentums Lichtenberg zu St. Wendel. Er war Mitglied der „Kellerschen Gesellschaft“ die sich als national-liberale Gruppierung verstand, wobei der Name nach Ort des Treffens dem Wirtshaus des Peter Keller gewählt war.
1832 wurde er Mitglied des Deutschen Preß- und Vaterlandsverein wie auch seine Arbeitskollegen Hen und Bonner, die die St. Wendeler Vereinsfiliale mit Weiteren zusammen führten. Als Filialfunktionär trat er als Redner für das Fürstentum Lichtenberg beim Hambacher Fest auf, wo der „Advokat aus St. Wendel“ einem zeitgenössischen Bericht in der konservativen Presse zufolge „das Volk zum Widerstande aufforderte, und hierbei feierlichst den Beistand seiner Landsleute zusagte.“ Hallauer war anwesend bei der Besprechung in der Wohnung des Landstands Schoppmann, an deren Ende er meinte: Im Gefängnis sehen wir uns wieder. Er nahm am St. Wendeler Aufruhr teil, der erst nach Einmarsch von 1.000 preußischen Soldaten und Verhängung des Ausnahmezustands zu beruhigen war. Daraufhin wurde er auf Betreiben der königlich bayerischen Regierung des Rheinkreises als einer der heftigsten Redner auf dem Hambacher Berge am 13. Juli 1832 in St. Wendel verhaftet. Es kam im Januar 1833 zur Verurteilung zu zwei Jahren Haft wegen Beleidigung der Regierung in Bezug auf ihre Amtsverrichtungen. Wegen Verbreitung verbotener Druckschriften kamen dazu weitere drei Monate Haft, 50 Franken Geldstrafe und der Verlust der staatsbürgerlichen Rechte für die Dauer von fünf Jahren. Am 23. Juli 1833 wurde Hallauer, nachdem er in Speyer von einem weiteren Anklagepunkt, seiner Teilnahme am Hambacher Fest und der dort gehaltenen Rede, freigesprochen worden war, provisorisch entlassen. Dies führte zu irrtümlichen, später aber widerrufenen Pressemeldungen von einer angeblichen Begnadigung. Nur drei Tage später, am 26. Juli 1833, ließ der Herzog von Sachsen-Coburg Hallauer jedenfalls wegen Disziplinar- und anderer Vergehen aus dem Dienst entlassen und aus der Advokatenliste streichen. Zwar war der Anwalt auf freiem Fuß, die Gefängnisstrafe als solche und der Verlust der staatsbürgerlichen Rechte auf fünf Jahre blieben jedoch bestehen. Der „Aufruhr“, an dem Hallauer beteiligt war, führte letztendlich dazu, dass im Jahre 1834 die als schlecht regierbar geltende Exklave Sachsen-Coburg und Gothas an Preußen verkauft wurde. Zu diesem Zeitpunkt war der Anwalt jedoch bereits außer Landes; er war im August 1833 vor weiterer Ahndung nach Metz im Nordosten Frankreichs. geflüchtet. Im Zuge der Demagogenverfolgung wurde er im Schwarzen Buch der Frankfurter Bundeszentralbehörde (Eintrag Nr. 607) festgehalten.
Zu den Wahlen für die Frankfurter Nationalversammlung kehrte Hallauer aus dem Exil zwischen 1848 und 1849 in die Heimat zurück. Er wurde zum stellvertretenden Abgeordneten für die Nationalversammlung gewählt. In einem in der Kölnischen Zeitung veröffentlichten, an den (kommissarischen) preußischen Oberpräsidenten der Rheinprovinz (Eduard von Moeller) gerichteten offenen Brief erklärte Hallauer seine Einwilligung „zu der ihm auferlegten Pflicht“. Als seine Beweggründe zur Annahme der Wahl nannte er „Aufrechthaltung des gesetzlichen Zustandes und die Hoffnung einer schönen Zukunft“. Beides seien, so führte er näher aus, „Bedingungen der Nothwendigkeit, welche einerseits die Regierungen Deutschlands bestimmen müssen, mit dem Volke und für das Volk zu wirken, andererseits aber den Abgeordneten die schwere Pflicht auferlegen, in dem Geiste zu handeln, daß jene Hoffnungen auf eine bessere Zukunft eine Wahrheit werden.“ Den Wahlbezirk VI der Rheinprovinz bekam Carl Philipp Cetto, welcher ebenfalls am Hambacher Fest teilgenommen hatte, dort jedoch nicht als Redner aufgetreten war.
Ab 1862 war er französischer Staatsbürger. Er starb am 14. November 1887 in Metz.

## Schriften
- Der Flüchtling. In: Der Geächtete. Zeitschrift in Verbindung mit mehreren deutschen Volksfreunden hrsg. von Jacob Venedey. Paris 1834, S. 69–71 (online beim Münchener DigitalisierungsZentrum).